# Heide Rosendahl
Heidemarie Ecker-Rosendahl, nemška atletinja, * 14. februar 1947, Hückeswagen, Zahodna Nemčija.
Nastopila je na poletnih olimpijskih igrah v letih 1968 in 1972, ko je dosegla uspeh kariere z osvojitvijo naslovov olimpijske prvakinje v skoku v daljino in štafeti 4x100 m ter srebrne medaljo v peteroboju. na evropskih prvenstvih je osvojila zlato in srebrno medaljo v peteroboju ter bronasto v skoku v daljino, na evropskih dvoranskih prvenstvih pa zlato, dve srebrni in bronasto v skoku v daljino. 3. septembra 1970 je postavila nov svetovni rekord v skoku v daljino s 6,84 m, ki je veljal skoraj šest let.  